# موریس موتورز

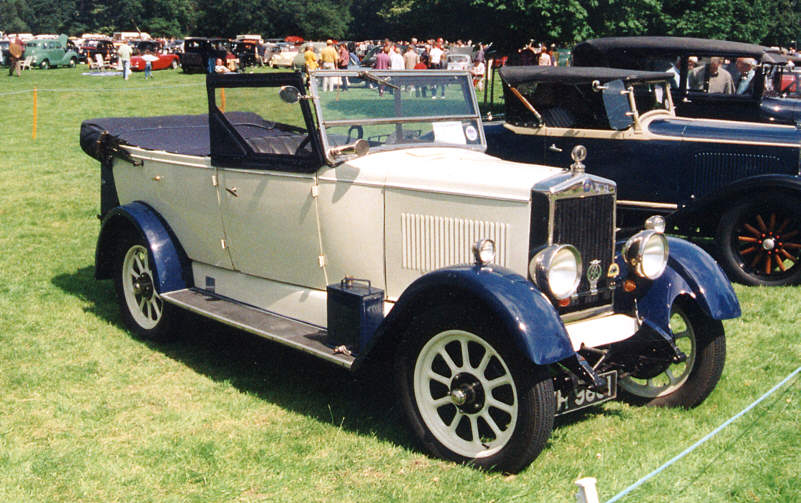
موریس آکسفورد، مدل ۱۹۲۷

موریس موتورز (به انگلیسی: Morris Motors) شرکت خودروسازی انگلیسی بود، که در سال ۱۹۱۲ توسط ویلیام ریچارد موریس که در زمینه تولید دوچرخه فعالیت می‌کرد، راه‌اندازی شد. این شرکت در سال ۱۹۵۲ در پی ادغام با شرکت آستین موتور، گروه بی‌ام‌سی را تشکیل دادند، که هر دو شرکت پس از ادغام نیز به صورت مستقل به فعالیت‌هایشان ادامه دادند.
شرکت موریس موتورز در طول دهه‌های گذشته چندین بار میان خودروسازهای مختلف دست بدست شد. از ۱۹۶۷ تا ۱۹۸۶ متعلق به بریتیش لیلاند بود، در سال ۱۹۸۶ گروه روور آن را تصاحب نمود. در فاصله سال‌های ۱۹۸۸ تا ۱۹۹۴ به عنوان زیرمجموعه‌ای از بریتیش ارواسپیس فعالیت می‌کرد.
در سال ۱۹۹۴ شرکت آلمانی ب ام و شرکت موریس را خریداری کرد و در سال ۲۰۰۰ آن را به گروه ام‌جی‌روور فروخت. در نهایت در سال ۲۰۰۵ در پی ورشکستگی این گروه، مالکیت آن به شرکت صنایع خودروسازی شانگهای رسید و در حال حاضر آستین موتور برندی از این شرکت چینی به‌شمار می‌آید.
از خودروهای تولید شده توسط موریس موتورز می‌توان به: موریس ایتال، موریس ایسیس، موریس سیکس ام‌اس، موریس مارشال، موریس مینور و موریس میجور اشاره کرد.